# 뷰티스킨
뷰티스킨(BeautySkin)는 대한민국의 기업이다. 본사는 인천 서구 염곡로14번길 27에 위치해 있으며 대표이사는 김종수이다.

## 역사
2011년 설립되었으며 2018년 김종수 대표가 이끄는 제이에스글로벌이 지분 50%을 인수하였다

## 브랜드
더마코스메틱을 전개하고 있는 원진 브랜드와 비건, 자연주의 콘셉트인 유리드 브랜드

## 상장
2023년 7월 24일 공모가 26,000원에 코스닥 시장에 상장하였다.

## 참고문헌
1. ↑  강동원, 뷰티스킨, 코스닥 도전…화장품株 흥행 열기 기대, 딜사이트, 2023년 7월 11일
2. ↑  신보경, 뷰티스킨, 코스닥 상장 첫날 강세 155% '급등', 코스인코리아닷컴, 2023년 7월 24일
3. ↑  김준평, “제조·유통·브랜드 강점” 뷰티스킨, 24일 코스닥 입성, 데일리안, 2023년 7월 7일